# Iglesia del Salvador (Tramacastiel)
La iglesia del Salvador es la parroquial de Tramacastiel, municipio de la provincia de Teruel, en la (Comunidad Autónoma de Aragón, España).
Eclesiásticamente, pertenece a la Diócesis de Teruel y Albarracín, vicaría II, Arciprestazgo de Teruel Rural.

## Historia

### Orígenes
La primera iglesia parroquial de esta villa debió ser la capilla del castillo medieval, del que a principios del siglo XVII ya solamente quedaban las ruinas. La primera descripción conocida de la iglesia es la de Sebastián de Utienes (Relación Sumaria I, 1618), que la representa como «de una navada labrada a lo moderno so invocación de la Transfiguracion del Señor». Dicha iglesia fue construida de novo, aunque en tiempo del relator la torre estaba inacabada, y faltaba el retablo del altar mayor. Como retablo había «uno pequeño de pincel antiguo con la imagen» de la Virgen del Pilar.

### Evolución
Con anterioridad a esta iglesia del siglo XVI-siglo XVII de la que dice Utienes (1618), se había utilizado como parroquial la antigua Ermita de Santa María, que al dejar de ser iglesia se conservó como «Ermita de San Cristóbal y Santa Bárbara», cambiando su advocación y categoría canónica. Asimismo, en sustitución de aquel pequeño retablo con la imagen de la Virgen del Pilar, en el altar mayor de la nueva iglesia se colocó otro de estilo gótico, cuyo titular era «San Salvador», que presuntamente procedía de la antigua iglesia.
A finales del siglo XVII (1689), la distribución de las capillas de la nueva iglesia era similar a la que describe Utienes a principios del mismo siglo (1618):
- A la epístola (izquierda): Capilla de las Ánimas; Capilla de la Virgen del Rosario (donde tenía entierro el mayordomo de la cofradía y su mujer, únicamente si moría en el año de su oficio).
- Al evangelio (derecha): Capilla de Cristo Crucificado; Capilla de San Sebastián, con altar privilegiado a favor de los difuntos de la cofradía; Capilla de San Bartolomé y Capilla de la Adoración de los Reyes.

## Ubicación y descripción del templo actual
La actual iglesia parroquial de Tramacastiel se halla bajo la advocación del «Salvador» (también, San Salvador), simplificación del título canónico completo «Transfiguración del Señor, San Salvador». El nuevo templo es obra de comienzos del siglo XVIII (1706), y se halla sobre el mismo solar que el precedente del siglo XVI-siglo XVII, del que se aprovecharon algunas partes, como se constata en los recintos anexos del presbiterio (sacristía, epístola y trastero, evangelio), cuyas cúpulas lucen tracería gótica.
Se ubica sobre una zona plana en el extremo occidental de la ladera sobre la que asienta el caserío –entre la calle del Chorro y la carretera-:

«Se trata de un edificio exento de planta alargada, orientado de este (cabecera) a oeste (pies), muros de mampostería ordinaria, circundado por un alto zócalo en todo su perímetro, sillería en los esquinares y cobertura a tres aguas, recayendo sobre los tejadillos laterales en los que sobresalen los machones cubiertos, con torre-campanario situada a los pies, lado de la epístola. Destaca el apretado alero de ladrillo, dando consistencia al cerramiento superior de la construcción. La torre posee dos cuerpos, el superior corresponde al piso de campañas y está construido enteramente en piedra de sillería, con dos huecos en cada cara para los bronces y una terracita en la parte superior, con adornos piramidales en las cuatro esquinas, y entre ellas».
Tramacastiel, pueblo de Teruel (y II), Alfredo Sánchez Garzón

La torre-campanario se rehízo con la misma forma y altura en los años cincuenta (ca.1955-1958), por causa de las grietas aparecidas en su estructura, que amenazaban ruina. En la reconstrucción intervino un maestro de obras de Villel, y obreros de la localidad y otros lugares. Las obras duraron unos tres años, la fábrica de la nueva obra se distingue por la mampostería, tomada con cemento, mientras que el resto de la construcción lo está con argamasa de cal.
Hasta mediados los años cincuenta del pasado siglo XX, el templo se hallaba todavía rodeado por una alta tapia, con entrada por la calle del Chorro. El recinto incluía la fábrica del templo y el antiguo cementerio parroquial, situado frente al muro meridional, donde se abre el pórtico. El antiguo camposanto estaba en desuso desde principios de los años treinta, y fue reconvertido en jardín, colocando en su centro un obelisco coronado por una cruz de piedra, a modo de «Cruz de los Caídos» -en recuerdo de la Guerra Civil Española (1936-1939)-: como evidencia la data labrada en el basamento.
No obstante haber perdido su antiguo esplendor tras el saqueo y la destrucción sufrido durante la Revolución Española de 1936 y Guerra Civil (1936-1939), el interior del templo conserva todavía parte de su magnificencia ornamental:

«Posee una elevada nave central con cúpula de cañón y lunetos, y capillas laterales con cúpula de arista. La construcción avanza de los pies a la cabecera mediante cuatro arcos torales, formando otras tantas capillas laterales, hasta el presbiterio, elevado un peldaño por encima del piso del templo. El suelo es de ladrillos hidráulicos, rojos y crema, formando dibujos geométricos rectangulares que recuerdan el de los antiguos enterramientos en las iglesias de Alobras y Tormón. [...] El presbiterio posee un altar exento y otro de obra adosado, con un retablo barroco-neoclásico de buena factura -datado en 1856- procedente de la parroquial de Burbáguena, Teruel».
Tramacastiel, pueblo de Teruel (y II), Alfredo Sánchez Garzón

El retablo del altar mayor de la parroquial del Salvador de Tramacastiel procede de la localidad de Burbáguena (Teruel), está montado en madera semi-dorada y data de mediados del siglo XIX:

«De factura sencilla, su estructura arquitectónica responde al orden neoclásico [...]. El banco carece de imágenes, en la parte central de la basa se halla el Sagrario (que apoya en el altar de obra adosado), enmarcado por las basas de las columnas que conforman las entrecalles centrales. En la casa de la calle central hay un Crucifijo, a cuyos pies luce una peana con flores (donde asentaba la imagen de bulto original), flanqueada a su vez por columnas lisas con basa y arquitrabe dorados. Las calles laterales poseen imágenes de bulto: a la epístola una Virgen del Pilar y al evangelio una Virgen Dolorosa. En el centro del piso superior –correspondiente al cornisamiento- hay un medallón con una data –1865-: fecha de construcción del conjunto. En la casa central del ático luce otra imagen de bulto, representado una Virgen con Niño. Sobre la imagen hay un blasón con dos cuarteles –barras de Aragón y castillo-, timbre con yelmo y cimera con penachos, circundado por soportes laterales y decoración de venera en la punta».
Tramacastiel, pueblo de Teruel (y II), Alfredo Sánchez Garzón

El escudo actual de Burbáguena es similar al existente en el retablo de la parroquial de Tramacastiel, solo que en el cuartel derecho del blasón, en lugar de un castillo hay una B, letra inicial de aquella localidad turolense.
Las pilastras de la nave central lucen magníficos capiteles de profusa ornamentación barroca, en algunos todavía quedan restos de su antigua policromía. Asimismo, las cúpulas, cornisas y arcos muestran finos estucos de gran calidad, bellamente labrados:

«En un gran medallón situado sobre la arcada del bajo coro que mira la nave central puede observarse una data –1709-, que debe corresponder a la fecha en que se pusieron estos adornos, tres años después de la fecha de terminación de la fábrica. El bajo coro se halla a los pies, tres peldaños por encima del piso del templo, posee barandas con puertas abatibles de madera y una curiosa rueda de campanitas en el muro de la epístola y un sencillo facistol de madera coronado por cruz de forja. La capilla del bautismo se halla en este mismo lado, entre el atrio interior del templo y la entrada a la torre-campanario. ».
Tramacastiel, pueblo de Teruel (y II), Alfredo Sánchez Garzón

La «capilla del Bautismo» está cercada por barandas y puertas abatibles, del mismo estilo que las del bajo coro, y luce una hermosa pila bautismal de piedra, situada en el centro de la estancia, un par de peldaños por debajo del piso del templo. En la parte superior de la pila bautismal labrada en una sola pieza hay un texto en latín, que dice: 

«DOCETE OMNES GENTES BAPTIZANTES EOS IN NOMINE PATRIS, FILII ET ESPIRITU SANCTI»

.
La distribución actual de las capillas e imágenes en la iglesia parroquial del Salvador es la siguiente (de la cabecera a los pies): 
- A la epístola (derecha): Inmaculada Concepción, Virgen con Niño en brazos, atrio interior, Bautismo (pila bautismal e imagen de San Salvador).
- Al evangelio (izquierda): Cristo crucificado, san Sebastián, Virgen del Carmen, san José con el Niño (san Roque y san Isidro Labrador sobre la mesa del altar).

## Torre-campanario: reloj y piso de campanas
La torre-campanario se halla a los pies, lado de la epístola. Desde el templo se accede a través de la «capilla del Bautismo». Posee escalera adosada a los muros, tipo castellano. En el primer piso se halla la maquinaria del reloj, un texto a lápiz sobre el revoco de yeso en el muro, dice:

«Hoy 19 de junio de 1960/a las 12 de este día ha quedado/totalmente montado el Reloj/Publico de este Pueblo de Tramacastiel./Por Enrique Sáez de Teruel»

El piso de campanas se halla en la planta superior, posee dos hornacinas por cara de torre:

«Desde el piso de campanas, que luce muros de ladrillo, con el exterior y vanos en piedra caliza tallada, pueden observarse bellas vistas del pueblo: hacia arriba se halla el extremo septentrional del caserío, la Ermita de Santamaría y una zona de eras y pajares, más allá El Rozal, La Covalta y por encima La Calzada. Hacia abajo, la entrada meridional del pueblo, con las ruinas del antiguo castillo roquero, a la izquierda del panorama. Hacia el este, el grueso del caserío, situado entre la base del cerro y la parroquial. Hacia el oeste, la Peña del Águila (a la derecha y arriba) y el molino del Otro Lado y el cerrito de La Calera (hacia abajo), ya en la margen derecha del Regajo. A nuestros pies, la carretera, el edificio de las antiguas Escuelas Nacionales y el frontón de pelota, ambas construcciones en la parte de la vía que toca la huerta».
Tramacastiel, pueblo de Teruel (y II), Alfredo Sánchez Garzón

### Epigrafía en campanas
La campana mayor se halla en la fachada meridional (vano suroriental), posee yugo de madera siendo la utilizada para dar las horas. Su epigrafía dice: 

«SAN SALVADOR MISERERE NOBIS AÑO 1880/ ME HIZO PEDRO PALACIOS/ SIENDO ALCALDE D./ DOMINGO BASTIAS»

En la misma orientación (vano suroccidental) hay otra campana de menor entidad, posee yugo de hierro -Miranda de Ebro, Viuda de Perea-. Su epigrafía dice: 

«SIENDO ALCALDE/ Dn. PEDRO ASENSIO MARTÍNEZ/ MANDÓ FABRICAR ESTA CAMPANA de 110 kg/ PONIÉNDOLA POR NOMBRE SAN SEBASTIÁN/ TRAMACASTIEL 27 DE SEPTIEMBRE DE 1958»

En la fachada oriental (vano suroriental) hay un pequeño campanil con yugo de madera. Su epigrafía dice:

«DONADA POR EL RVDO. SEÑOR DON MODESTO LEAL PÉREZ. AÑO 1962»

Junto a la iglesia pasa el Camino de la Vera Cruz desde los Pirineos, vía peregrinal procedente de Puente la Reina (Navarra) en su trazado alternativo de Villel –vía el Santuario de la Fuensanta- a Tramacastiel y Mas de la Cabrera, que continúa hacia el Rincón de Ademuz atravesando el puente sobre el Turia, a la altura del antiguo Almacén de la Azufrera, en Libros.